# Kauhaneva–Pohjankangas Nemzeti Park
A Kauhaneva–Pohjankangas Nemzeti Park (finn nyelven Kauhanevan–Pohjankankaan kansallispuisto) nemzeti park Finnországban, amely  Dél-Pohjanmaa és Satakunta régiókban, Kauhajoki és Karvia községek területén helyezkedik el. Az 1982-ben alapított park területe 57 négyzetkilométer. Főleg  lápokból áll, mint például a 16,3 négyzetkilométeres Kauhaneva láp.
2004-ben a park bekerült a a nemzetközi jelentőségű vadvizekről szóló ramsari egyezménybe. Része a védett területekből álló Natura 2000 hálózatnak is.

## Földrajz

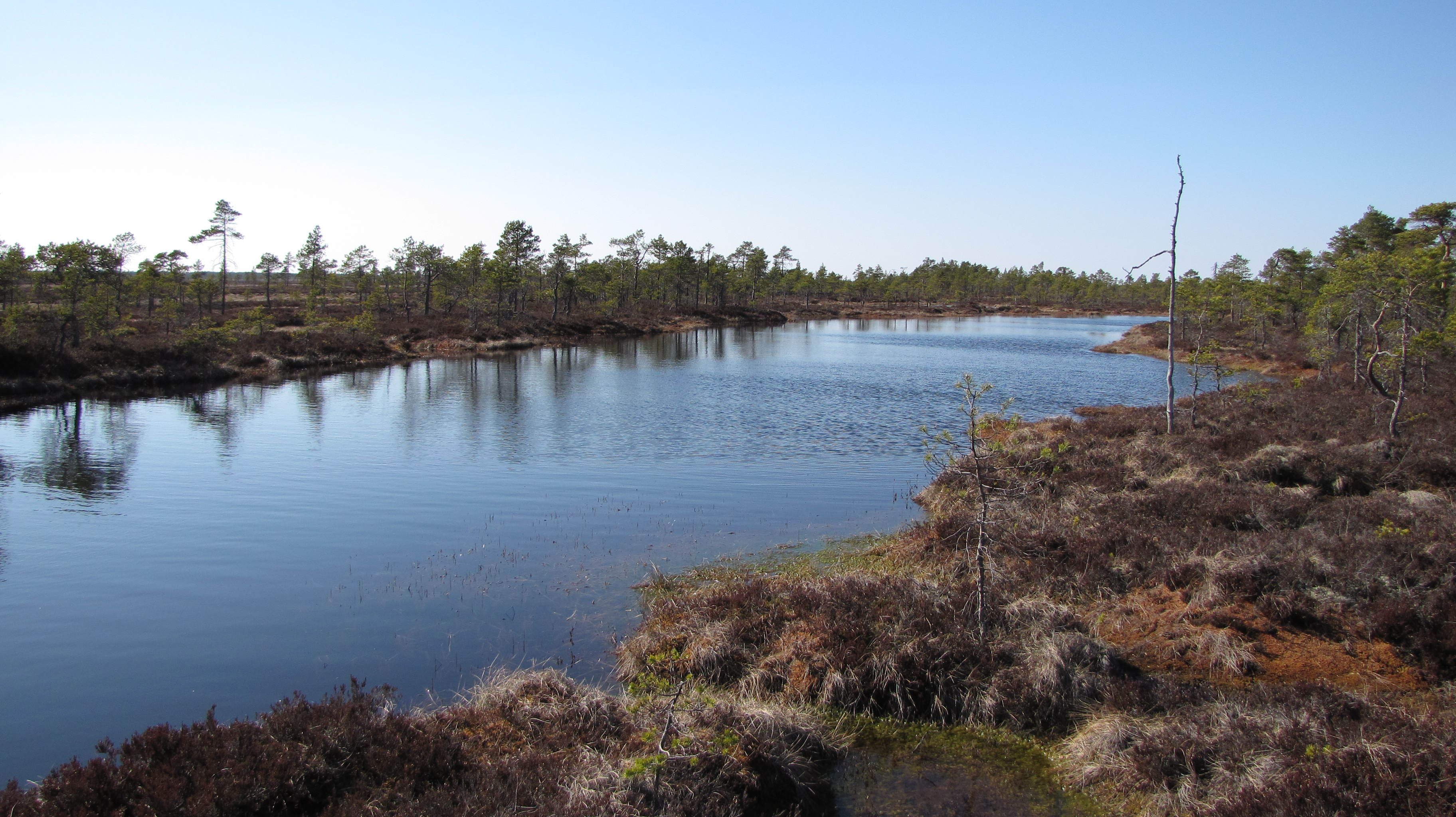

A Kauhaneva–Pohjankangas terület a Suomenselkä vízgyűjtő terület délnyugati részén helyezkedik el. A felület leginkább gyepes, a kőzet pedig gránit.
A tengerszint feletti magasság a terület északi részén 170–177 méter, a déli és nyugati részen mintegy 160 méter.

## Története

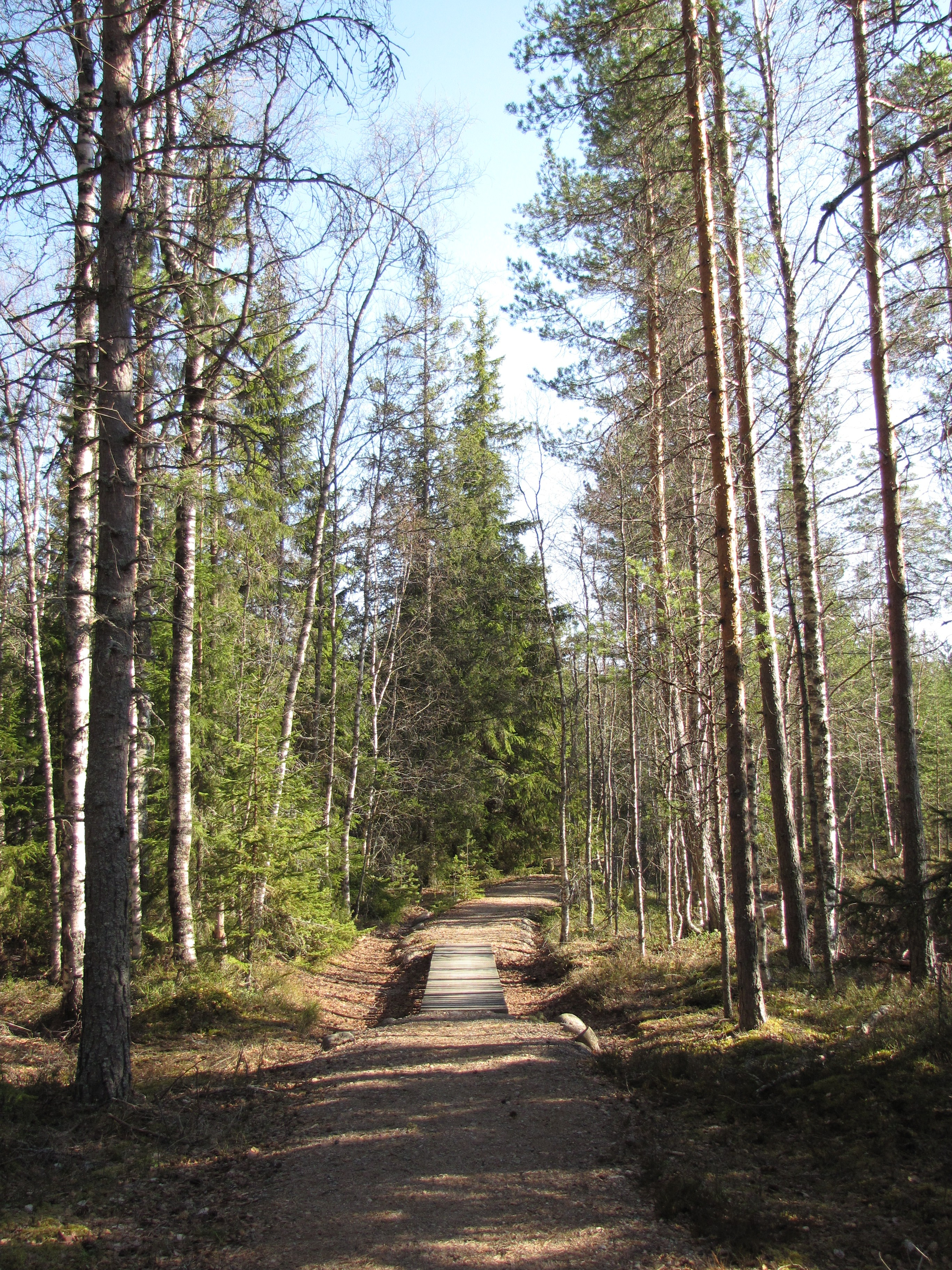
A Kyrönkankaantie út

Kauhajoki és Karvia csak a 16.-17. században népesült be, de Kauhaneva-Pohjankangas területén már a kőkorszak óta vadásztak az emberek. Pohjankangas fenyőerdői alkalmas anyagot szolgáltattak a kátrány- és szénégetéshez, ami a 17.-19. század között fontos jövedelmi forrásnak számított a gazdálkodás és állattenyésztés. A kátrányfelhasználás csúcsidőszaka a 18. században volt, amikor a hajóépítési ipar virágzott.
A Kyrönkankaantie utat amely Kauhaneva-Pohjankangason halad át, már a 16. századi források említették. Akkoriban még csak ösvény volt, de később nyáron lóval is végig lehetett haladni rajta, majd fontos postaútvonallá vált. Később a jelentősége csökkent, de még az 1808–1809-es orosz–svéd háborúban is itt vonultak át a csapatok.

## Fordítás
Ez a szócikk részben vagy egészben  a   Kauhaneva–Pohjankangas National Park című angol Wikipédia-szócikk ezen változatának fordításán alapul.  Az eredeti cikk szerkesztőit annak laptörténete sorolja fel. Ez a jelzés csupán a megfogalmazás eredetét és a szerzői jogokat jelzi, nem szolgál a cikkben szereplő információk forrásmegjelöléseként.